# Bechlín
Bechlín (en allemand : Bechlin) est une commune du district de Litoměřice, dans la région d'Ústí nad Labem, en Tchéquie. Sa population s'élevait à 1 283 habitants en 2021.

## Géographie
Bechlín se trouve à 6 km à l'est de Roudnice nad Labem, à 21 km au sud-est de Litoměřice, à 35 km au sud-est d'Ústí nad Labem et à 51 km au nord-ouest de Prague.
La commune est limitée par Záluží et Račice au nord, par Štětí et Horní Počaply à l'est, par Libkovice pod Řípem au sud, et par Krabčice et Dobříň à l'ouest.

## Histoire
La première mention écrite du village date de 1295.

## Galerie

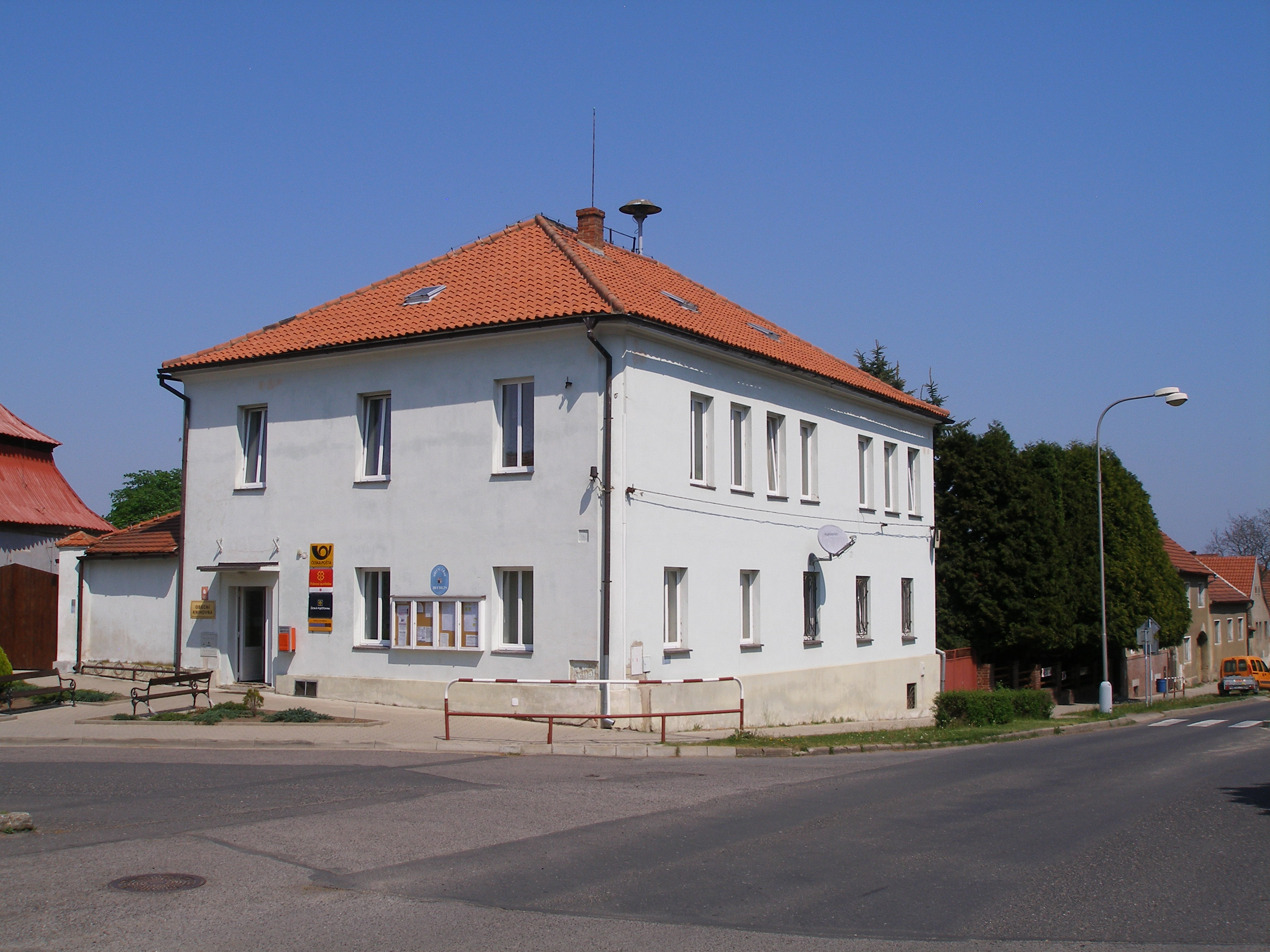
Bechlín : la mairie.
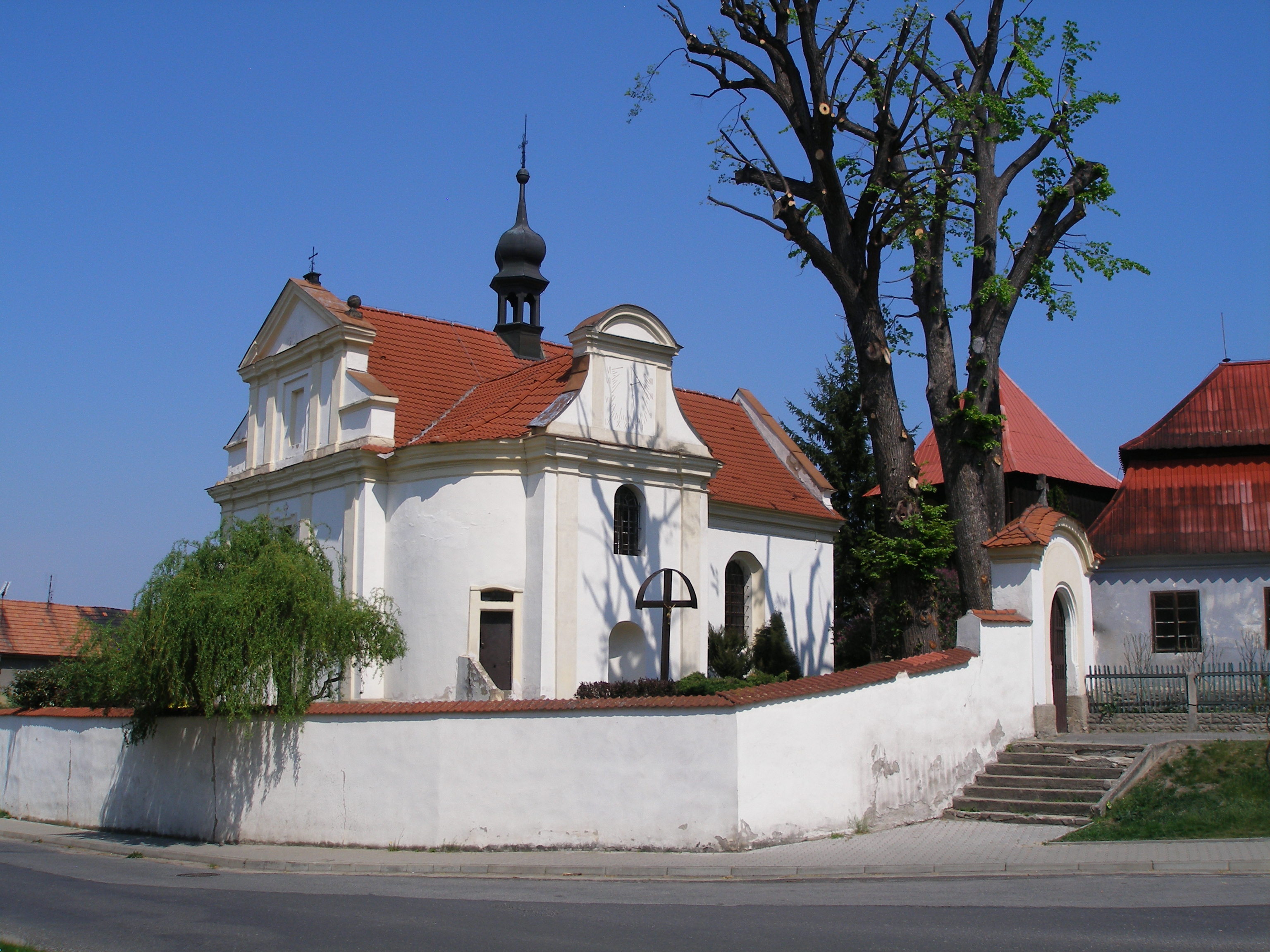
Église Saint-Venceslas.

## Administration
La commune se compose de deux quartiers :
- Bechlín
- Předonín

## Transports
Par la route, Bechlín se trouve à 16 km de Mělník, à 27 km de Litoměřice, à 49 km de Prague et à 51 km d'Ústí nad Labem.